# 陈阶
陈阶（3世纪—？），字达芝，三国蜀汉及西晋史学家陈寿的子辈。在蜀汉曾任益州主簿，察孝廉，在晋又任褒中令、永昌西部都尉、建宁兴古太守。文辞表章美丽有条理，驰名当世，著述数十篇，梁、益二州以及中原的文士们纷纷为他作传，内容也大抵如此。